# Trapezioidea
Trapezioidea is een superfamilie van krabben en omvat de volgende families:

## Families
- Domeciidae Ortmann, 1893
- Tetraliidae Castro, Ng & Ahyong, 2004
- Trapeziidae Miers, 1886